# Asura rivulosa
Asura rivulosa är en fjärilsart som beskrevs av Walker 1854. Asura rivulosa ingår i släktet Asura och familjen björnspinnare. Inga underarter finns listade i Catalogue of Life.